# طواف آسيا للدراجات 2006–07
طواف آسيا للدراجات 2006–07 (بالإنجليزية: 2006–07 UCI Asia Tour) هو الموسم 3 من  طواف آسيا للدراجات،  بدأ في 22 أكتوبر 2006،  وأختتم في 17 سبتمبر 2007.

## السباقات
| طواف آسيا للدراجات        | طواف آسيا للدراجات | طواف آسيا للدراجات                 | طواف آسيا للدراجات           | طواف آسيا للدراجات   | طواف آسيا للدراجات  | طواف آسيا للدراجات | طواف آسيا للدراجات |
| التاريخ                   | #                  | السباق                             | الفائز                       | الثاني               | الثالث              |                    |                    |
| ------------------------- | ------------------ | ---------------------------------- | ---------------------------- | -------------------- | ------------------- | ------------------ | ------------------ |
| 22 أكتوبر                 | 1                  | كأس اليابان للدراجات               | ريكاردو ريكو                 | Ruggero Marzoli ‏     | فلاديمير جوسيف      |                    |                    |
| 12 نوفمبر                 | 2                  | طواف أوكيناوا                      | تاكاشي ميازاوا               | كازوهيرو موري        | يوكيا أراشيرو       |                    |                    |
| 12 – 17 نوفمبر 2006       | 3                  | طواف هاينان                        | Sergey Kolesnikov (cyclist) ‏ | ساتوشي هايروز        | يوشيوكي أبي         |                    |                    |
| 25 – 31 ديسمبر 2006       | 4                  | طواف بحر الصين الجنوبي ‏            | Alexander Khatuntsev ‏        | تانغ وانغ يب         | هاي جون ما ‏         |                    |                    |
| 06 – 12 يناير 2007        | 5                  | طواف ماليزيا                       | مهدي سهرابي                  | حسين عسكري           | Thomas Just ‏        |                    |                    |
| 20 – 25 يناير 2007        | 6                  | طواف سيام ‏                         | جاي كروفورد                  | يوكيهيرو دوي         | William Ford ‏       |                    |                    |
| 28 يناير – 02 فبراير 2007 | 7                  | طواف قطر                           | Wilfried Cretskens ‏          | توم بونن             | ستيفن دي جونغ       |                    |                    |
| 02 – 11 فبراير 2007       | 8                  | طواف لانكاوي                       | Anthony Charteau ‏            | خوسيه سيربا          | Walter Pedraza ‏     |                    |                    |
| 03 – 07 مارس 2007         | 9                  | Taftan Tour ‏                       | Hossein Nateghi ‏             | Alireza Asgharzadeh ‏ | Hamed Seifi Kar ‏    |                    |                    |
| 18 – 24 مارس 2007         | 10                 | طواف تايوان                        | شون ميلن                     | روبرت مكلاكلان ‏      | Yevgeniy Yakovlev ‏  |                    |                    |
| 21 – 27 أبريل 2007        | 11                 | Kerman Tour ‏                       | Pavel Nevdakh ‏               | قادر مزباني          | Eugen Wacker ‏       |                    |                    |
| 20 – 27 مايو 2007         | 12                 | طواف اليابان                       | Francesco Masciarelli ‏       | Valentin Iglinsky ‏   | اليكساندر دياتشينكو |                    |                    |
| 22 – 29 مايو 2007         | 13                 | طواف إيران                         | حسين عسكري                   | قادر مزباني          | Rahim Emami ‏        |                    |                    |
| 04 – 08 يوليو 2007        | 14                 | طواف جاوة الشرقية                  | Björn Glasner ‏               | جاي كروفورد          | حسين عسكري          |                    |                    |
| 14 – 22 يوليو 2007        | 15                 | طواف بحيرة تشينغهاي                | Gabriele Missaglia ‏          | دانييل لويد          | فرانسيسكو مانسبو    |                    |                    |
| 29 يوليو – 03 أغسطس 2007  | 16                 | Tour of Hong Kong Shanghai ‏        | James Meadley ‏               | Lam Kai Tsun ‏        | Chris Willemse ‏     |                    |                    |
| 04 – 05 أغسطس 2007        | 17                 | كأس محافظ ملاكا ‏                   | Mohd Rauf Nur Misbah ‏        | Agung Sahbana ‏       | Harrif Saleh ‏       |                    |                    |
| 07 – 14 أغسطس 2007        | 18                 | Milad De Nour Tour ‏                | قادر مزباني                  | أحد كاظمي            | حسين عسكري          |                    |                    |
| 18 – 19 أغسطس 2007        | 19                 | OG Test event Road Race ‏           | كاديل إفانز                  | اليكساندر دياتشينكو  | فينتشينزو نيبالي    |                    |                    |
| 01 – 09 سبتمبر 2007       | 20                 | طواف كوريا                         | بارك سونغ بايك               | Shinichi Fukushima ‏  | هاينس بلانك ‏        |                    |                    |
| 8 سبتمبر                  | 21                 | Elite Road Asia Championships ITT ‏ | Eugen Wacker ‏                | حسين عسكري           | Vladimir Tuychiev ‏  |                    |                    |
| 10 سبتمبر                 | 22                 | Elite Road Asia Championships RR ‏  | تاكاشي ميازاوا               | حسين عسكري           | تشان تشون هينغ      |                    |                    |
| 13 – 17 سبتمبر 2007       | 23                 | طواف هوكايدو ‏                      | هنري فيرنر ‏                  | Darren Lapthorne ‏    | يوكيا أراشيرو       |                    |                    |

## وصلات خارجية
- الموقع الرسمي